# Deep Impact (Film)
Deep Impact ist ein im Jahr 1998 erschienener Katastrophenfilm. Für die beiden Hollywood-Studios Paramount Pictures und Dreamworks führte Mimi Leder Regie. Der Kinofilm erzählt verschiedene parallel ablaufende Geschichten von Menschen auf der Erde, die von einem Kometen bedroht wird. Der Film startete am 14. Mai 1998 in den deutschen Kinos.
Zwischen Deep Impact und Armageddon bestand ein Wettlauf um den früheren Kinostart, da beide die gleiche Bedrohung schildern. Deep Impact gewann zwar dieses Duell, zog aber im Vergleich der weltweiten Zuschauerzahlen den Kürzeren.

## Handlung
Leo Biederman, (Anm.) ein jugendliches Mitglied eines Hobbyastronomenvereins, entdeckt einen ungewöhnlichen hellen Fleck am Nachthimmel. Der Verein teilt diese Entdeckung dem Astronomen Dr. Marcus Wolf mit, der ein viel größeres Teleskop auf einem Bergplateau zur Verfügung hat. Er stellt fest, dass es sich um einen Kometen handelt, der sich auf Kollisionskurs mit der Erde befindet. Der Wissenschaftler will die Welt davon in Kenntnis setzen, kann die Daten aber nicht über das Internet versenden und speichert diese daher auf einer Diskette, um diese in einem gepolsterten Umschlag zu versenden. Dr. Wolf bricht überhastet mit seinem Auto auf. Kurz darauf hat er aber bei der Talfahrt einen Unfall mit einem schlingernden Sattelschlepper und stürzt mit seinem Auto, das Feuer fängt, einen Abhang hinab, wobei er ums Leben kommt. Der Umschlag wird aber davor aus dem Auto geschleudert.
Ein Jahr danach stößt die MSNBC-Reporterin Jenny Lerner bei Untersuchungen zum Rücktritt des Finanzministers Alan Rittenhouse auf eine scheinbare Affäre mit einer Geliebten namens Ellie. Der US-Präsident spricht bei einem geheimen Treffen mit ihr und erklärt die bisherige Geheimhaltung mit der benötigten Zeit zur Erhaltung der nationalen Sicherheit. Zwei Tage später wird die Öffentlichkeit auf einer Pressekonferenz des Präsidenten darüber informiert, dass sich ein (nach seinen Entdeckern Wolf-Biederman benannter) Komet auf Kollisionskurs zur Erde befindet; Ellie war kein Personenname, sondern die Abkürzung E.L.E., für Extinction-Level Event (Massenaussterben). Präsident Beck friert Preise und Löhne ein, verbietet Hamsterkäufe und jegliche Panikaktionen. Bis zum errechneten Einschlag auf der Erde ist noch etwa ein Jahr Zeit.
Ein von den USA und Russland im Orbit gebautes Raumschiff namens Messiah landet etwa fünf Monate später auf dem ca. 11 km großen Kometen. Den Landeanflug steuert der ehemalige Apollo-Astronaut Spurgeon Tanner, der anfänglich aufgrund seines hohen Alters von den jüngeren Crew-Mitgliedern belächelt wurde. Dem Landungsteam bleiben etwa sieben Stunden Zeit, vier ca. 100 m tiefe Löcher zu bohren und darin vier Nuklearsprengköpfe zu platzieren, bevor die Sonne an den Bohrlöchern aufgeht und die Oberfläche verdampfen lässt. Das Team beginnt sofort mit den Bohrungen, muss aber bald merken, dass der Boden völlig anders zusammengesetzt ist. Der Spezialbohrer bleibt stecken und kann erst nach Zeitverlust wieder in Gang gesetzt werden, er schafft aber nicht mehr die erforderliche Tiefe. Als sich die Sonne nähert, lösen Tanner und die ebenfalls im Raumschiff zurückgebliebene Pilotin die Halteseile, die das Raumschiff auf der Kometenoberfläche festhalten, um der Bodenmannschaft entgegenzufliegen und sie noch rechtzeitig aus der Gefahrenzone zu holen. Auf dem Rückweg zum Raumschiff geht die Sonne auf und Gase treten aus der Oberfläche aus. Gaseruptionen schleudern Eis- und Felsstücke in die Höhe, wobei der Astronaut Gus Partenza von einer Gasfontäne schlagartig verdampfenden Eises ins All geblasen wird und stirbt; zudem erblindet Oren Monash, der Kommandant der Mission, durch das intensive Sonnenlicht, als er nicht rechtzeitig sein Schutzvisier einsetzt. Das Raumschiff startet in letzter Sekunde und Tanner übernimmt das Kommando über die Mission. In sicherer Entfernung zündet er die Nuklearsprengköpfe (je 5000 Kilotonnen). Die Explosionskraft reicht zwar aus, um vom Kometen ein 2,5 km großes Stück abzuspalten, nicht aber, um den Kometen zu zerstören oder ihn vom Kollisionskurs abzubringen.
Währenddessen haben auf der Erde vorbereitende Maßnahmen für den Fall des Einschlags begonnen: Im Lotterieverfahren werden Personen in den USA ausgewählt, die in einem „Arche“ genannten Bunkernetzwerk in den Bergen Schutz finden dürfen, um den Weiterbestand der Menschheit zu sichern. Auch andere Nationen treffen ähnliche Maßnahmen. Neben 200.000 Wissenschaftlern, Ärzten, Ingenieuren, Lehrern, Soldaten und Künstlern haben nur weitere 800.000 Menschen Platz. Hierbei werden viele Familien und Beziehungen auseinandergerissen. Als prominenter Entdecker des Kometen gehört Leo mit seiner Familie zu ersterer Gruppe. Nach ihrer Spontanhochzeit darf Leo Sarah zwar mitnehmen, aber deren Eltern stehen wider Erwarten nicht auf der Liste. Sarah will jedoch ihre Eltern nicht verlassen und bleibt bei ihnen zurück. Nachdem die Biedermans am Eingang der Bunkeranlage angekommen sind, entscheidet Leo sich doch noch, seine junge Frau zu suchen, und trampt mit anderen Flüchtlingen wieder zurück in seine Heimat, wo er ein geländegängiges Motorrad besteigt und Sarah und deren Familie im Stau auf einer Autobahn aufspüren kann. Weil die Auslosung Menschen über 50 Jahre ausschließt, entschließt sich Jennys Mutter Robin aus dem Leben zu scheiden, statt den Weltuntergang mitzuerleben.
Die führenden Weltraum- und auch Atomwaffennationen unternehmen einen weiteren Versuch, mit Interkontinentalraketen die Kometenbruchstücke aus ihrer Bahn zu lenken. Allerdings scheitert der Versuch, da die Raketen kaum Schaden anrichten können.
Jenny überlässt ihren Platz in einem Evakuierungshelikopter einer Kollegin mit Kleinkind und fährt zu ihrem Vater Jason Lerner und dessen Strandhaus, um gemeinsam das Ende abzuwarten. Das kleinere, 2,5 km große Kometenstück (Biederman) kann nicht mehr aufgehalten werden und tritt über dem Mittleren Westen in die Atmosphäre ein, was von zahlreichen Flüchtenden beobachtet wird, und stürzt vor der nordamerikanischen Ostküste in den Atlantik. Es löst dabei einen gewaltigen ringförmigen Tsunami aus, der sich mit Überschallgeschwindigkeit auf die US-Ostküste, sowie Europa und Afrika zubewegt, und sich in flacheren Küstengewässern auf 300 bis 500 m auftürmt. New York City wird vollständig zerstört und alle dort Verbliebenen werden getötet. Die vernichtende Flutwelle bricht bis tief in die Appalachen ein, wobei die Schwiegereltern Leo Biedermans umkommen. Leo, Sarah (die ihre jüngere Schwester im Säuglingsalter mit dabei hat) sowie viele andere können durch eine Flucht ins Gebirge den Fluten entgehen und so überleben.
Inzwischen hat Kapitän Tanner mit seiner Mannschaft die Entscheidung gefasst, in einem letzten Versuch unter Opferung ihres Lebens das große Bruchstück Wolf des Kometen zu zerstören. Nachdem Houston darüber informiert worden ist, stürzt sich die Besatzung mitsamt dem Schiff in einen tiefen Krater des Felsbrockens. Durch die vier restlichen Nuklearsprengköpfe kommt es zu einer Explosion, die den Kometen in unzählige Bruchstücke sprengt, die, ohne weiteren Schaden anzurichten, in der Erdatmosphäre verglühen.
Der Film endet mit einer Ansprache des US-Präsidenten. Die Folgen des Kometeneinschlages und die Opfer sollen nicht vergessen werden. Die Überlebenden sollen die Mannschaft des Raumschiffes mit jedem Bauvorhaben in den zerstörten Gebieten ehren, da die Menschen mit deren Opfer ihre Heimat, den Planeten Erde, wiedergewonnen haben. In der letzten Einstellung ist zu sehen, dass die Rede vor dem noch völlig zerstörten, aber schon im Wiederaufbau befindlichen Kapitol in Washington, D.C. stattgefunden hat.

## Kritiken
„Nach Motiven eines Films aus den 50er Jahren schildert der langatmige Film in allzu gefühlsbetonten und psychologisch unglaubwürdigen Episoden die Erlebnisse einer Reporterin, die dem Phänomen auf die Spur kommt, eines Schülers, der den Kometen entdeckt hat und der Astronauten an Bord des Raumschiffes. Auch die Spezialeffekte können nicht überzeugen.“

„Trotz Kometen und Riesenwellen geht hier nicht die gesamte Menschheit unter, aber die Katastrophe wird groß genug für ein paar ansehnliche Tricks. Nicht so knallig wie der fast zeitgleich erschienene ‚Armageddon‘, dafür eine Spur intelligenter.“

## Trivia
Der Einschlag von Kometen auf Planeten war durch die Kollision von Shoemaker-Levy 9 mit Jupiter im Jahr 1994 in den Focus der Öffentlichkeit gerückt. Einer der Entdecker dieses Kometen, der Geologe, Impaktforscher und Astronom Eugene Shoemaker, starb am Nachmittag des 18. Juli 1997 bei einem Verkehrsunfall, der dem im Film Dargestellten ähnelt.

## Auszeichnungen
Der Film war für viele Auszeichnungen nominiert und konnte einige gewinnen, darunter einen ASCAP-Award für die Musik, einen Image Award für Morgan Freeman und einen YoungStar Award für Elijah Wood.
Die Deutsche Film- und Medienbewertung FBW in Wiesbaden verlieh dem Film das Prädikat wertvoll.

## Synchronisation
Die deutschsprachige Synchronisation entstand durch die Berliner Synchron nach einem Dialogbuch von Oliver Rohrbeck unter der Dialogregie von Tobias Meister.
| - Captain Spurgeon Tanner: Friedrich G. Beckhaus - Jenny Lerner: Franziska Pigulla - Leo Biederman: (Anm.) Timm Neu - Sarah Hotchner Biederman: Dascha Lehmann - Präsident Tom Beck: Klaus Sonnenschein - Otis Hefter: Frank-Otto Schenk - Dr. Oren Monash: Oliver Rohrbeck - Dr. Gus Partenza: Stefan Staudinger - Mark Simon: Tobias Meister - Michail Tulchinsky: Alexander Sawadowskij - Andrea Baker: Arianne Borbach - Robin Lerner: Judy Winter - Jason Lerner: Erik Schumann - Beth Stanley: Joseline Gassen - Don Biederman: Eberhard Prüter - Dr. Marcus Wolf: Michael Pan - Ivan Prodsky: Manfred Petersen - Vicky Hotchner: Traudel Haas - Alan Rittenhouse: Jochen Schröder | - Eric Vennekor: Bernhard Völger - Chuck Hotchner: Lothar Blumhagen - Stuart Caley: Wolfgang Ostberg - Ellen Biederman: Anita Lochner - Morten Entrekin: Ulrich Voß - Chloe: Jan Aleith - Ira Moskatel: Andreas Hosang - Marianne Duclos: Ulrike Stürzbecher - Jeff Worth: Bert Franzke - Sergeant im Bus: Klaus Lochthove - Holly Rittenhouse: Jill Schulz - Jason: Tobias Nath - Mike Perry: Uwe Büschken - Patricia Ruiz: Gisela Fritsch - Stofsky: Susanne Schwab - Kellner: Elmar Gutmann - Priester: Peter Groeger - Student: Tobias Müller |